# Lumbrineris limbata
Lumbrineris limbata är en ringmaskart som beskrevs av Hartmann-Schröder 1965. Lumbrineris limbata ingår i släktet Lumbrineris och familjen Lumbrineridae. Inga underarter finns listade i Catalogue of Life.